# Веджди Гьонюл
Веджди Гьонюл (на турски: Vecdi Gönül) е турски политик. Народен представител в XXI народно събрание (1999 – 2002). Министър на отбраната на Р. Турция от 19 ноември 2002 г.

## Биография
Роден е на 29 ноември 1939 г. в Ерзинджан, Турция. Завършва политология в Анкарския университет, а след това става магистър по публична администрация в Южнокалифорнийския университет. Започва работа в Министерството на вътрешните работи на Р. Турция през 1960 г. Назначен за управител на Коджаели през 1976 г., през 1977 г. става директор на отдел „Сигурност“. Назначен за управител на Анкара през 1979 г. и на Измир през 1984 г.
От 1988 до 1991 г. работи като заместник-министър на вътрешните работи. На 8 май 1991 г. е избран от турския парламент за председател на турската Сметна палата.
На 18 април 1999 г. е избран за народен представител в 21-вото Велико национално събрание на Турция от избирателния район на Коджаели. На 1 юни 1999 г. е избран за заместник-председател на парламента. На 19 ноември 2002 г. е назначен за министър на националната отбрана в 58-ото правителство на страната.